# گاگیک بابایان
گاگیک بابایان (زادهٔ ۳۰ فروردین ۱۳۳۸) موسیقی‌دان، مدرس و نوازندهٔ پیانو، ارمنی‌تبار اهل ایران است. او در سال ۱۳۷۷ مقام دوم ممتازی دهمین مسابقه بین‌المللی پیر لانتیر فرانسه را در رشته نوازندگی پیانو کسب کرد.

## زندگی
گاگیک (قاقیک) بابایان، ۳۰ فروردین سال ۱۳۳۸ در تبریز متولد شد. او فراگیری نوازندگی پیانو را از حدود ۵ سالگی تحت نظر مادام بوبا آغاز کرد. پس از آن، در دورهٔ ابتدایی از آموزش‌های مادام کورنلیزل بهره‌مند شد و به هنرستان موسیقی تبریز راه یافت. وی در سال ۱۳۵۷، پس از پایان تحصیل در هنرستان موسیقی، به دانشکدهٔ موسیقی هنرهای زیبای دانشگاه تهران وارد شد و زیر نظر پری برکشلی، نواختن پیانو را ادامه داد. او پس از این دوره، به صورت خصوصی مهارت نوازندگی خود را نزد امانوئل ملیک اصلانیان کامل کرد.
گاگیک بابایان در سال ۱۳۶۹ همزمان با نوازندگی و تدریس پیانو، در رشتهٔ روان‌شناسی نیز از دانشگاه تهران فارغ‌التحصیل شد. او از سال ۱۳۷۴ در دوره‌های فشردهٔ نوازندگی پیانو، تحت نظر رافی پتروسیان در پاریس حضور یافت و در سال ۱۳۷۵ موفق به دریافت دیپلم ویرتئوزیته از کنسرواتوار ملی کشان فرانسه با رتبهٔ نخست شد. گاگیک بابایان در سال ۱۳۷۷ مقام دوم ممتازی دهمین مسابقه بین‌المللی پیر لانتیر پاریس را در رشتهٔ نوازندگی پیانو به دست آورد. وی در سال ۱۳۷۸ موفق به دریافت مدرکِ «Le certificate Professionnel Mention Eccellcnt» از انیستیتوی موسیقی اروپایی شهر بزانسون فرانسه، با رتبهٔ نخست شد. بابایان کلاس‌های فشردهٔ نوازندگی پیانو، تحت نظر رافی پتروسیان را تا سال ۱۳۷۹ ادامه داد و پس از بازگشت به ایران به اجرای کنسرت و تدریس پیانو مشغول شد. در سال ۱۳۸۳، گواهینامهٔ درجه یک هنری به او اهدا شد و در سال ۱۳۸۷، لوحِ سپاسِ «معلم نمونه» را از وزارت فرهنگ و ارشاد اسلامی دریافت کرد.

## فعالیت‌های هنری
برخی از فعالیت‌های هنری گاگیک بابایان طی سالیان فعالیت او به شرح زیر است:
تدریس در هنرستان موسیقی تهران، تدریس در پردیس موسیقی دانشگاه تهران، تدریس در دانشکده موسیقی دانشگاه هنر تهران، تدریس در دانشگاه آزاد اسلامی، داوری جشنواره ملی موسیقی جوان، داوری جشنوارهٔ موسیقی دانشجویی، داوری جشنواره موسیقی فجر، داوری جشنواره رقابتی سازهای کلاسیک خانه موسیقی ایران، داوری جایزه پیانو باربد